# Red House (canción)
"Red House" es una canción escrita por Jimi Hendrix y una de las primeras canciones grabadas en 1966 por su banda The Jimi Hendrix Experience. Tiene la forma musical de un blues convencional de doce compases utilizada por Hendrix en la guitarra. Hendrix desarrolló la canción antes de formar la banda y se inspiró en canciones de blues anteriores. 
"Red House" fue lanzado en mayo de 1967 como parte de la edición británica del álbum debut de Hendrix, Are You Experienced  (para el lanzamiento del álbum estadounidense, se utilizaron en su lugar los sencillos Experience lanzados anteriormente). Finalmente, se lanzó  versión similar en los EE. UU. en julio de 1969 en la compilación Smash Hits . 
La canción fue parte de los conciertos de Hendrix a lo largo de su carrera. Aunque seguía la estructura básica de su música y respetaba su letra, sus actuaciones generalmente variaban de la grabación original. Muchas de estas fueron grabadas y siguen siendo lanzandas oficialmente. Entre estas se encuentran la del Miami Pop Festival (2013) y la del Freedom: Atlanta Pop Festival (2015). Además, "Red House" fue interpretada y grabada por una gran cantidad de artistas de blues y otros géneros.

## Antecedentes

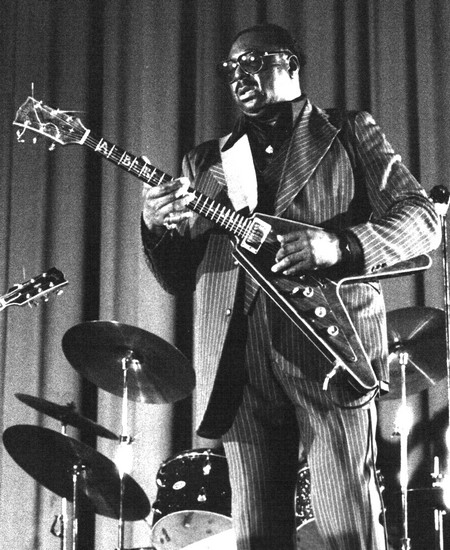
Albert King en París, 1978

"Red House" se inspiró en canciones de blues que Hendrix tocaba como acompañante al principio de su carrera. El crítico musical Charles Shaar Murray describe una canción que Hendrix interpretó con Curtis Knight y los Squires, que llama "California Night", como "un timbre muerto, tanto en estructura como en estado de ánimo, para su perenne 'Red House' de 1967". Originalmente grabada por Albert King en 1961 como "Travelin' to California ", es un blues lento con una letra que sigue el tema común en el género del hombre divagando y su amor perdido. A veces, ha sido  identificado erróneamente como "Every Day I Have the Blues" ya que ambas canciones usan el verso "nobody loves me".
Hendrix grabó dos versiones en vivo de "Travelin 'to California" con Knight, que destaca su interpretación vocal y de guitarra. Ambos se grabaron en George's Club 22 en Hackensack, Nueva Jersey, el 26 de diciembre de 1965 y / o el 22 de enero de 1966. Después de la muerte de Hendrix en 1970, varias grabaciones europeas (con varios nombres) fueron lanzadas por varios europeos. compañías discográficas que se especializaron en álbumes piratas y de mercado gris. En 2017, se lanzó oficialmente una versión de Curtis Knight [Con Jimi Hendrix]: Live at George's Club 20 .
El escritor de música Keith Shadwick describe la actuación de Hendrix como "una asombrosa muestra de guitarra de blues que es digna de mención de la misma forma que sus esfuerzos posteriores con Experiencie". Aunque Shadwick compara su tono y fraseología de guitarra con el de Buddy Guy, agrega que su técnica "simplemente trasciende cualquier modelo anterior y abre nuevos caminos" y demuestra que "su habilidad para desarrollar líneas largas y consistentemente sorprendentes a través de los cambios de blues estándar que ya están completamente desarrollados ". En 1966, durante su residencia como Jimmy James y Blue Flames en el Café Wha? en Greenwich Village, en la ciudad de Nueva York, Hendrix continuó desarrollando al número de blues lento que se convirtió en "Red House".

## Composición
"Red House" es un blues moderadamente lento, que los escritores de música Tom Wheeler y Joe Gore describen diciendo que "la estructura de doce compases, la letra, el acompañamiento y el arreglo [que] son más o menos convencionales". La canción se anota en 12/8 veces en la clave de B con un tempo de 66 latidos por minuto (aunque Hendrix tocaba la canción en la clave de B, por lo general afinaba su guitarra medio paso y a veces un paso más bajo, lo que resulta en un tono más bajo). La canción comienza con un séptimo acorde disminuido que se encuentra con frecuencia en las canciones de blues, incluidas las introducciones a las canciones de Robert Johnson " Dead Shrimp Blues ", " Kind Hearted Woman " y " 32-20 Blues ". El baterista de Redding y Experience, Mitch Mitchell, entra después de  introducción de cuatro compases, mientras Hendrix toca solos en la barra en el compás trece. Después de dos secciones vocales de doce compases, Hendrix hace solos para doce compases. Termina con otra sección vocal.
La característica más destacada de la canción es el trabajo de guitarra de Hendrix. El autor Jeffrey Carroll describe su solo diciendo que era "conciso y lleno de vocalismos, flexiones y glissandos, saltos, caídas y gritos de su guitarra mantenidos dentro de una estructura tradicional de ruptura". Shadwick también lo compara con la voz, llamándolo una "aproximación cercana de la voz humana... sacando y doblando sus frases para obtener el máximo efecto expresivo ". El bluesman estadounidense John Lee Hooker comentó: "¡Esa 'Red House', eso te hará agarrar a tu madre y estrangularla! Hombre, eso es realmente difícil, eso te desgarra. Podría bajar, podría aplastarlo, ¡sí, Señor! Tenía tantos blues".

## Letra
En su biografía Room Full of Mirrors,  Charles R. Cross comenta que el tema de la canción es "tan antiguo como el blues en sí mismo; la mujer del cantante ya no lo ama y se ha mudado". autora Kay Norton describe la influencia más amplia del blues como "equilibrar una celebración de amor y sexo con humor negro y comentarios irónicos sobre la pérdida, el maltrato, la corrupción y la pobreza". Las letras siguen un formato de llamada y respuesta de blues, también conocido como patrón AAB, donde la primera línea (A) se repite (a menudo con una ligera variación), seguida por la respuesta (B): 

Wait a minute something's wrong here, the key won't unlock this door
Wait a minute something's wrong, Lord have mercy this key won't unlock this door
(Something's goin' on here)
I have a bad, bad feeling, that my baby don't live here no more ...
Well I might as well go back over yonder, way back among the hills
(Yeah that's what I'm gonna do)
Lord I might as well go back over yonder, way back yonder across the hills
'Cause if my baby don't love me no more, I know her sister will
(Yeah, how's that?)

Según Noel Redding, bajista de Experience, Hendrix se había inspirado en su novia durante la escuela secundaria, Betty Jean Morgan. El hermano de Jimi, Leon Hendrix, también sintió que se trataba de Betty Jean, pero también incluía a su hermana Maddy, aunque su casa era marrón. Shadwick sugiere que la canción fue inspirada por Linda Keith, la novia de Keith Richards y fanática de Hendrix. Keith se refirió al apartamento de Manhattan de su amiga, con sus paredes y decoración de terciopelo rojo, como la "casa roja", y los dos se quedaron allí con frecuencia durante el verano de 1966. En Londres en 1970, Hendrix se reunió con Keith y cuando interpretó "Red House" en el Festival de la Isla de Wight de 1970, le dedicó la canción y agregó "Tengo que salir de aquí, porque mi Linda ya no vive aquí". letra. Sin embargo, Billy Cox, viejo amigo y bajista de los grupos de Hendrix posteriores a Experience, explicó: "Hasta donde yo sé, 'Red House' no tenía ningún significado en referencia a una persona, lugar o cosa en particular. Era solo un número de blues que Jimi armó".

## Grabación

Noel Redding volvió a tocar la guitarra después de dejar Experience, 1969

"Red House" fue una de las primeras canciones grabadas por Experience. El grupo lo intentó por primera vez en los Estudios CBS en Londres el martes 13 de diciembre de 1966, luego de haber interpretado a " Hey Joe " para el programa de televisión musical Ready Steady Go!. Se grabaron pistas básicas para varias canciones durante la sesión de tres horas. El productor Chas Chandler recordó: "'Red House' en el álbum [ Are You Experienced ] surgió durante los últimos quince minutos de la sesión [del 13 de diciembre]. Noel incluso tocó la guitarra rítmica en la pista, tocando el bajo. "Jimi solo se movió a través de una toma como referencia y comenzamos a rodar".
Redding agregó: "Había tomado prestada una vieja guitarra eléctrica de cuerpo hueco de alguien del estudio... porque me gustaba tocar el ritmo para familiarizarme con una secuencia, sin estar todavía en casa con el bajo ". La guitarra estaba afinada medio paso, con los controles de tono configurados para parecerse a un bajo.
Se tomaron tomas adicionales de la canción en De Lane Lea Studios el 21 de diciembre de 1966, que siguió de cerca el acuerdo anterior. Sin embargo, tanto Hendrix como Redding tuvieron problemas con las notas perdidas y las tomas no se utilizaron, excepto por una pista de acompañamiento que Hendrix más tarde superpuso en los Estudios Olímpicos el 29 de marzo o principios de abril de 1967.

## Lanzamientos
Al preparar las mezclas finales para el álbum debut de Experience, Chandler eligió usar la canción grabada en CBS el 13 de diciembre de 1966: "Más tarde, cuando estábamos luchando por armar el álbum, sacamos esa [canción del 13 de diciembre] y le dimos una escucha. Lo remezclamos en Olympic y lo agregamos". Track Records emitió la mezcla monoaural en Are You Experienced, que se lanzó el 12 de mayo de 1967 en el Reino Unido. En ese momento, la práctica en la industria de los Estados Unidos era incluir singles en álbumes. Entonces, cuando el álbum fue lanzado en los Estados Unidos, " Purple Haze ", "Hey Joe" y " The Wind Cries Mary " se incluyeron a expensas de "Red House" y otras dos canciones. Hendrix luego cuestionó la elección y comentó: "Todos tenían miedo de lanzar 'Red House' en Estados Unidos porque decían que '¡A los estadounidenses no les gustan los blues, man!'" 
"Red House" finalmente fue lanzado en los Estados Unidos el 30 de julio de 1969. Reprise Records emitió una mezcla estéreo de la versión grabada en De Lane Lea / Olympic en la compilación Smash Hits . Esta versión fue lanzada internacionalmente más tarde en la compilación Kiss the Sky de 1984. La toma mono original estuvo disponible en los Estados Unidos y Canadá cuando fue lanzada (sin la mayor parte de la charla de estudio al final) en el álbum Blues de 1994.

## Otras grabaciones
"Red House" fue un elemento básico de los conciertos y sesiones improvisadas de Jimi Hendrix. A menudo, sus actuaciones mostraron una considerable variedad. Algunas versiones posteriores tuvieron influencias como BB King, los acordes novenos al estilo de T-Bone Walker y los estilos de ritmo de Curtis Mayfield . Además, fue una de las pocas canciones que Hendrix a veces usaba una guitarra que no era una Fender Stratocaster, eligiendo principalmente una Gibson Flying V y ocasionalmente una Gibson SG Custom. Redding normalmente lo acompañaba en su bajo característico Fender Jazz, y lugar de una guitarra; Cox también usó un bajo.
Las versiones en vivo son exploradas en Variaciones sobre un tema: Red House (1992), una referencia musical con análisis, transcripciones y el disco compacto que lo acompaña. Se han lanzado varias presentaciones más en varios álbumes en vivo y compilados a lo largo de los años. En general, estas interpretaciones posteriores fueron mucho más largas (en Variaciones varían de siete a catorce minutos) que la grabación original y más lentas (36 a 60 bpm con cambios de tempo, en Variaciones) . Algunas de estas versiones posteriores de Experience y las alineaciones posteriores de Hendrix incluyen (todas en vivo, excepto dos actuaciones de estudio):  
- 9 de octubre de 1967, en el Teatro Olympia de París (París 1967 / San Francisco 1968) [47]
- 29 de enero de 1968, también en el Olympia (Live in Paris & Ottawa 1968);[48] para la actuación, Redding volvió a visitar el original tocando la parte de bajo en la guitarra (una Gibson Les Paul Custom, prestada en el último minuto por Keith Richards)[49]
- 4 de febrero de 1968, en el Auditorio Fillmore de San Francisco (París 1967 / San Francisco 1968)
- Marzo de 1968, en un atasco en el club Scene en la ciudad de Nueva York (Desperté esta mañana y me encontré muerto); a diferencia de sus otras versiones, Hendrix utilizó una figura de guitarra similar a " Crossroads " de Cream[50]
- 15 de marzo de 1968, en la Universidad de Clark, en Worcester, Massachusetts (Live at Clark University)[51]
- 19 de marzo de 1968, en el Capitol Theatre de Ottawa, Canadá (Live in Ottawa)[52]
- 18 de mayo de 1968, en el Miami Pop Festival ( Miami Pop Festival )[53]
- 10, 11 y 12 de octubre de 1968 (tres versiones) en el Winterland Ballroom en San Francisco (Winterland)[54]
- 29 de octubre de 1968, en TTG Studios en Hollywood (Blues), esta versión se realizó al estilo de "Voodoo Chile" con el organista Lee Michaels[55]
- 17 de febrero de 1969, en los Estudios Olímpicos de Londres (Valles de Neptuno); fue grabado durante un ensayo para los próximos conciertos de Experience en el Royal Albert Hall .[56]
- 27 de abril de 1969, en el Coliseo de Oakland (Live at the Oakland Coliseum)[57]
- 24 de mayo de 1969, en el San Diego Sports Arena (Hendrix in the West [58] y The Jimi Hendrix Experience box set[59])
- 18 de agosto de 1969, en Woodstock (Live at Woodstock);[60]  no apareció en la película de Woodstock de 1970 o en Woodstock: Música de la banda sonora original y más
- 30 de mayo de 1970, en el Berkeley Community Theatre (West Coast Seattle Boy: The Jimi Hendrix Anthology)[61]
- 4 de julio de 1970, en el Festival Internacional de Pop de Atlanta (1970) (Freedom: Atlanta Pop Festival )[62]
- 17 de julio de 1970, en el Festival Pop de Nueva York en el Downing Stadium, Randall's Island, Nueva York (Voodoo Child: The Jimi Hendrix Collection)[63]
- 30 de agosto de 1970, en el Festival de la isla Isla de Wight 1970 (Blue Wild Angel: Live at the Isle of Wight)[64]
- 6 de septiembre de 1970, en el Open Air Love & Peace Festival en Fehmarn, Alemania (Live at the Isle of Fehmarn)[65]

## Rendiciones de otros artistas.
"Red House" ha sido interpretada por muchos músicos de blues y otros músicos. Albert King, cuyo "Viaje a California" inspiró a Hendrix, grabó una versión para su último álbum de estudio, Red House (1991).  Otra influencia de Hendrix, Buddy Guy, lo grabó para Stone Free: A Tribute to Jimi Hendrix . Murray describe dos versiones de John Lee Hooker: una versión "más o menos directa" grabada en 1989 que aparece en Variations on a Theme (1992) y más tarde una "versión radicalmente Hookerizada y completamente deconstruida" para la película producida por Van Morrison Don't Look Back (1997). Prince lo reelaboró como "Purple House" para el tributo de 2004 Power of Soul: A Tribute to Jimi Hendrix, que también incluía la versión de la canción de Hooker en 1997. En una reseña de AllMusic, el crítico Sean Westergaard comenta: "Prince reinterpreta 'Red House' con excelentes voces de acompañamiento gospel y un monstruoso solo de guitarra".